# Labeo seeberi
Labeo seeberi es una especie de peces de la familia de los Cyprinidae en el orden de los Cypriniformes.

## Morfología
Los machos pueden llegar alcanzar los 35,5 cm de longitud total.

## Hábitat
Es un pez de agua dulce.

## Distribución geográfica
Es endémico de la cuenca del río Olifants (Sudáfrica).